# Michele Accorinti
Michele Accorinti (* 20. November 1888 in Reggio Calabria; † 25. August 1973 in Luserna San Giovanni) war ein italienischer Pianist, Sänger (Tenor), Musikpädagoge und Komponist.

## Leben
Michele Accorintis Vater war der Sänger (Tenor) und Komponist Domenico Accorinti (1847–1905). Er studierte am Conservatorio San Pietro a Maiella in Neapel. Hier wurde er in den Fächern Gesang, Chorgesang und Komposition graduiert. Die ersten Jahre nach seinem Abschluss konzertierte er als Tenorsänger, entdeckte aber sein Talent als Gesangspädagoge. Musikalische Erfahrungen sammelte er auch in dieser Zeit als Chorleiter und Dirigent. Er wurde von Francesco Cilea als Assistent Agostino Rochis (* 1861) und als Gesangsdozent an das Konservatorium in Neapel berufen. Später erhielt er dessen Lehrstuhl. 1931 wechselte er als Gesangsprofessor an das Städtische Konservatorium Giuseppe Verdi in Turin, dem heutigen Conservatorio Statale di Musica "Giuseppe Verdi" di Torino. Hier unterrichtete er bis 1963. Zu seinen Schülern zählten Giuseppe Valdengo und Enrico Fissore.

## Werke (Auswahl)

### Lehrwerke
- Elementi Di Tecnica Del Canto, Edizioni Curci, Neapel, 1928[5]. 2. Auflage: Mailand, 1951 OCLC 935688533

### Kompositionen
- Notturno. 1928 publiziert bei Raffaele Izzo in Neapel[6]

- O salutaris hostia für Sologesang Orgel oder Harmonium, Ed. Augusta, Turin, 1955[7]. Das Werk wurde 1987 auf der LP Magda Olivero  – Canti Sacri Inediti; A Solda 1970-1987 beim Label G.O.P. veröffentlicht.
- Bella sei tu Come nascente Aurora. Text: Nicola Giunta (1895–1968). Ed. Augusta, Turin, 1955[8]
- Silenzio. Text: Antonio Fogazzaro.  Ed. Augusta, Turin, 1955[9]